# Alfredo dos Santos Júnior
Alfredo Rodrigues dos Santos Júnior OC • ComC • GCC (Viseu, 2 de dezembro de 1908 — 1990), conhecido por Santos Júnior, foi um médico e político português com funções relevantes durante o Estado Novo. Entre outras funções, foi presidente da Câmara Municipal de Gouveia (1946-1959), governador civil do Distrito da Guarda (1959-1961), Ministro do Interior (1960-1968) e deputado à Assembleia Nacional.

## Biografia
Santos Júnior nasceu em Viseu a 2 de Dezembro de 1908, sendo filho do Dr. Alfredo Rodrigues dos Santos Sénior, Comendador da Ordem Militar de Cristo a 18 de Novembro de 1933, e de sua mulher D. Guiomar de Almeida Rosa.
Formou-se em Medicina e Cirurgia na Faculdade de Medicina da Universidade de Coimbra. Foi médico do Hospital de Gouveia e director do posto médico da Caixa de Previdência dos Lanifícios de Gouveia. Veio contudo a abandonar as funções de médico para se dedicar à política.
Em 1933 foi eleito presidente do Centro Académico de Democracia Cristã, cuja revista dirigiu (1933-1934) e onde se revelou um grande defensor do Estado Novo.
Foi Presidente da Câmara Municipal de Gouveia (1946-1959), subdelegado regional da Mocidade Portuguesa em Gouveia, presidente da Comissão Distrital da Guarda da União Nacional (1952), deputado da Nação pelo distrito da Guarda (1957-1960), Governador civil do distrito da Guarda (1960-1961) e Ministro do Interior (1961-1968), tendo sido responsável pelas ondas de repressão sobre o movimento estudantil de 1962, e as manifestações operárias de 1 de Maio desse mesmo ano.
Foi condecorado como Oficial da Ordem Militar de Cristo a 15 de Setembro de 1948, tendo sido elevado a Comendador da mesma Ordem a 10 de Dezembro de 1959 e a Grã-Cruz a 18 de Maio de 1964. A sua actuação no Ministério do Interior ficou marcada pelo notório reforço da acção repressiva do regime.
Era irmão do lente de Física da Faculdade de Ciências da Universidade de Coimbra João Rodrigues de Almeida Santos (1906-1975).